# Ichneutes popofensis
Ichneutes popofensis är en stekelart som beskrevs av William Harris Ashmead 1902. Ichneutes popofensis ingår i släktet Ichneutes och familjen bracksteklar. Inga underarter finns listade i Catalogue of Life.